# NGC 436
NGC 436 (również OCL 320) – gromada otwarta znajdująca się w gwiazdozbiorze Kasjopei. Odkrył ją William Herschel 3 listopada 1787 roku. Jest położona w odległości ok. 9830 lat świetlnych od Słońca.